# Örökzöld tatárvirág
Az örökzöld tatárvirág (Iberis sempervirens) a káposztafélék családjába tartozó növényfaj. Dél-Európában őshonos. Dísznövényként mint talajtakaró elterjedt.

## Elterjedés, élőhely
A jó vízáteresztő képességű talajokat és a napos fekvést kedveli, szárazságtűrő.

## Leírása
Párnás törpecserje, 20–30 cm magasra nő. Levelei váltakozó állásúak, egyenesek, lándzsásak, fényes sötétzöldek.

## Felhasználása
Dísznövényként több fajtája van, melyek felhasználhatók sziklakertbe, kővályúba vagy kőkerítésre. Ezek közül néhány: 
- I. sempervirens ‘Gracilis Nana’,
- I. sempervirens ‘Zwergschneeflocke’ – gazdagon virágzó,
- I. sempervirens ‘Snowflake’,
- I. sempervirens ‘Autumn Snow’ – tavasszal és ősszel is virágzó,
- I. sempervirens ‘Purity’ – sűrű fehér virágú.

## Képek

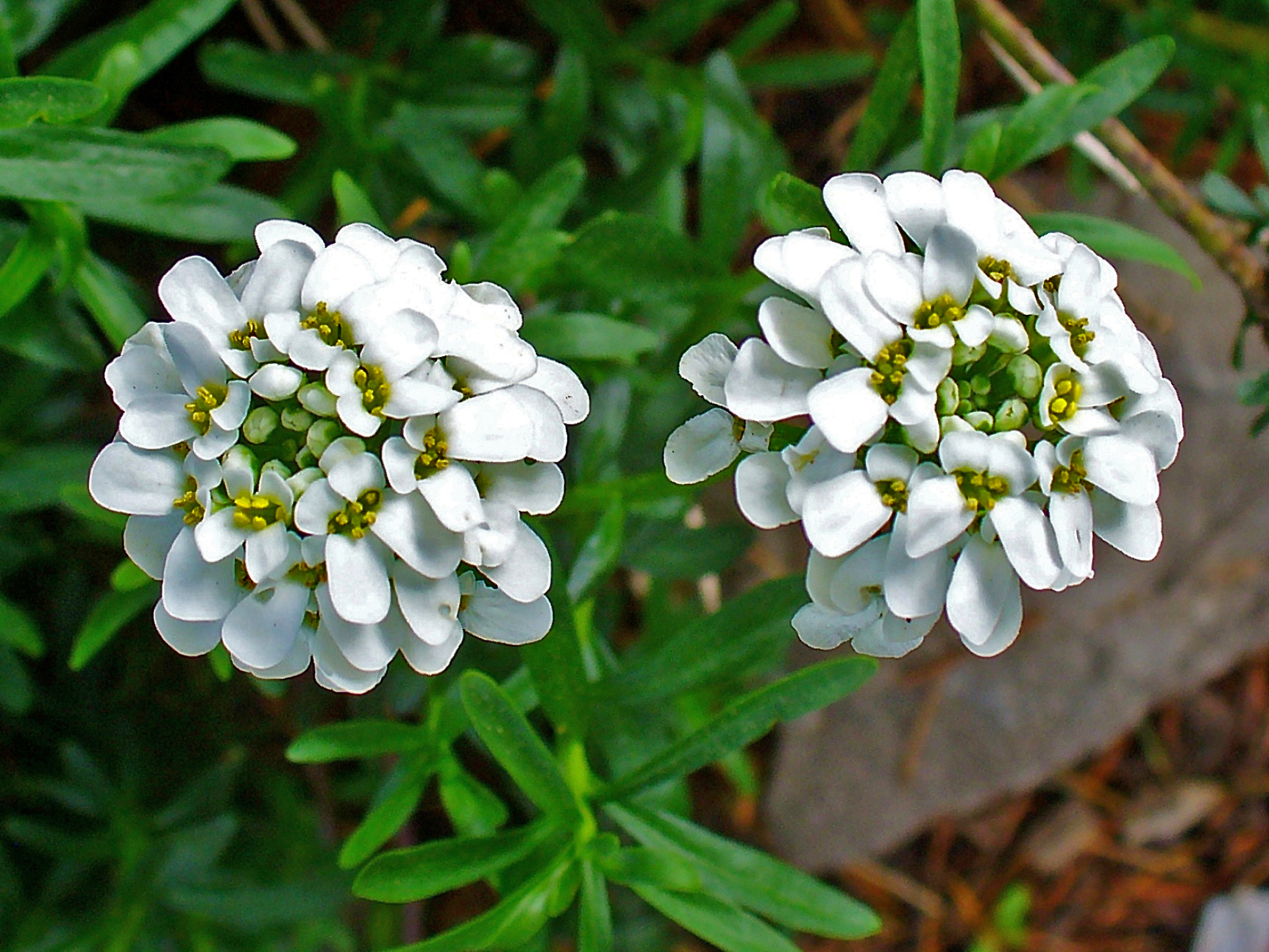
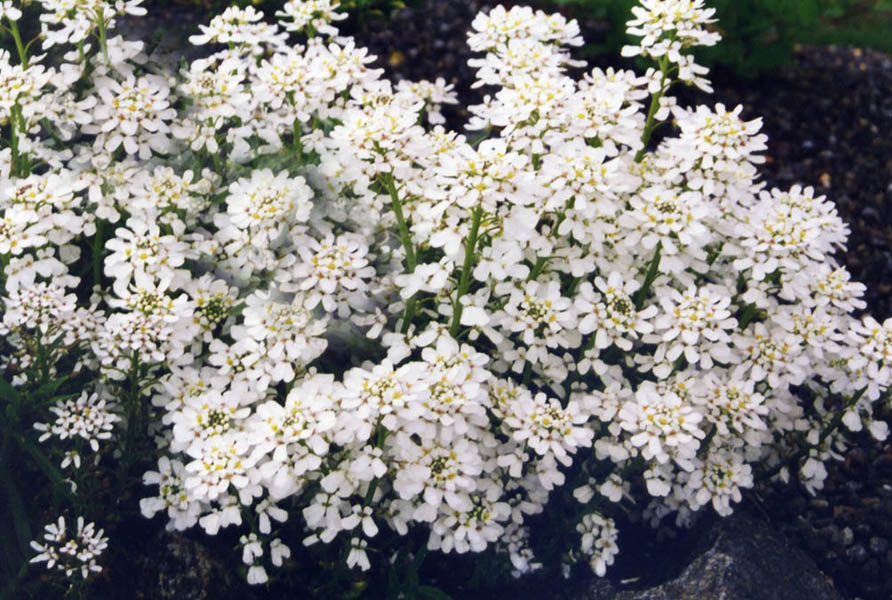
I. sempervirens ‘Snowflake’